# Carlos Baleba
Carlos Noom Quomah Baleba (* 3. Januar 2004 in Douala) ist ein kamerunischer Fußballspieler, der bei Brighton & Hove Albion in der Premier League spielt.

## Karriere
Baleba begann seine fußballerische Ausbildung in der Fußballschule Brasseries de Cameroun. Mitte Januar 2022 wechselte er in die französische Ligue 1 zum OSC Lille. Bis zum Saisonende der Spielzeit 2021/22 stand er ein paar Mal im Kader, kam aber hauptsächlich in der fünften Liga für die zweite Mannschaft zum Einsatz. In der Sommervorbereitung für die Saison 2022/23 überzeugte er den neuen Lille-Trainer und wurde für die kommende Saison fest in den Profikader eingeplant. Daraufhin debütierte er am ersten Spieltag bei einem 4:1-Sieg über die AJ Auxerre nach später Einwechslung für die Profimannschaft in der Ligue 1.
Im August 2023 wechselte er zu Brighton & Hove Albion.

## Familie
Baleba wurde bassisch erzogen und sein Vater ist ehemaliger Fußballspieler, der damals in Kamerun und Südafrika spielte.